# Тасарык (Кызылординская область)
Тасарык (каз. Тасарық) — село в Казалинском районе Кызылординской области Казахстана. Административный центр Тасарыкского сельского округа. Код КАТО — 434459100.

## Население
В 1999 году население села составляло 529 человек (267 мужчин и 262 женщины). По данным переписи 2009 года, в селе проживало 548 человек (287 мужчин и 261 женщина).